# Jan Olaf Chmielewski
Jan Olaf Chmielewski (* 8. Februar 1895 in Nischni Nowgorod; † 1. Dezember 1974 in Warschau) war ein polnischer Stadtplaner und Hochschullehrer.

## Leben
Chmielewski wurde in Russland geboren, da sein Vater und Großvater hierher verbannt worden waren. Nach dem Tod des Vaters zog die Familie wieder nach Warschau. Im Ersten Weltkrieg meldete sich der 19-Jährige zur Piłsudski-Einheit der Polnischen Legionen und geriet 1916 in russische Gefangenschaft. Bei Ausbruch der Oktoberrevolution befand er sich in St. Petersburg; Chmielewski meldete sich hier zur Kriegsmarine der Roten Armee und kehrte erst im September 1919 nach Polen zurück. In Warschau studierte er dann – unterbrochen von einer längeren Krankheit – Bauingenieurwesen unter Oskar Sosnowski, Rudolf Świerczyński und Tadeusz Tołwiński.
Ab 1930 arbeitete er unter Stanisław Różański im Büro für die Warschauer Regionalplanung (polnisch: Biuro Planu Regionalnego Warszawy); zeitgleich hatte er eine Assistentenstelle an der Technischen Universität Warschaus bei Sosnowski und später bei Tołwiński inne. Während seiner Arbeit an einem neuen Stadtentwicklungskonzept lernte Chmielewski den etwa gleich alten CIAM-Vertreter Szymon Syrkus kennen. Gemeinsam stellten die beiden Stadtplaner das Projekt „Warszawa funkcjonalna“ (polnisch: Funktionelles Warschau) im Jahr 1934 bei der CIRPAC-Gruppe in London vor.

### Biuro Planu Regionalnego Warszawy
Im Jahr 1936 übernahm Chmielewski die Leitung des Warschauer Regionalplanungsbüros. Gemeinsam mit Bohdan Pniewski wurde das Projekt Dzielnica Marszałka Piłsudskiego (DMP, Stadtviertel des Marschall Piłsudski) erarbeitet, welches jedoch nicht realisiert wurde. Später entstand unter Chmielewski das Modell Warszawski Zespoł Miejski (WZM), das die dichtbevölkerte Innenstadt auflockern soll. Nach Beginn des Zweiten Weltkriegs und der folgenden Besatzungszeit konnte Chmielewski, obwohl noch immer beim Magistrat der Stadt angestellt, nicht mehr planerisch tätig werden. Bei privaten, oftmals geheimen Treffen von polnischen Stadtplanern entstand in der Zeit die Idee, die Ulica Marszałkowska zu verbreitern und als zentrale Nord-Süd-Achse der Stadt auszubauen. Außerdem war er im Büro „PAU“ von Szymon und Helena Syrkus tätig.
Ende des Jahres 1942 wurde Chmielewski bei einer Straßenrazzia verhaftet. Er wurde in das Konzentrationslager Majdanek eingeliefert, konnte jedoch im Frühjahr 1943 von Freunden freigekauft werden. Wieder nach Warschau zurückgekehrt, promovierte er im Untergrund. Während des Krieges trat er in die Polnische Arbeiterpartei PPR ein und arbeitete ab 1944 für den bei der Lubliner Regierung tätigen, späteren Politiker Michał Kaczorowski.

### BOS, GUPP und Lehrtätigkeit
Kurz nachdem die Deutschen Warschau verlassen hatten, trat Chmielewski als Leiter der Städtebauabteilung in das neugegründete Büro zum Wiederaufbau der Hauptstadt BOS ein. Seine früheren Überlegungen zum WZM waren nun die Basis der Neuplanung und des Wiederaufbaus. Im Juni 1945 übernahm er das ebenfalls neugebildete Staatliche Hauptamt für Raumplanung (polnisch: Glówny Urząd Planowania Przestrzennego GUPP), das sich mit der Landesplanung für ganz Polen beschäftigte.
Ab 1947 war er Leiter des Lehrstuhles für Raumplanung an der Technischen Universität in Warschau; 1949 wurde er dort zum Professor ernannt. Kurze Zeit später wurde von den neuen Machthabern zunächst das GUSS und in Folge auch Chmielewskis Lehrstuhl liquidiert. Mit Gleichgesinnten gründete der jetzt isolierte und einflusslose Stadtplaner das Büro für Grundsatzfragen der Raumplanung (polnisch: Pracownia Podstawowych Zagadnień Planowania Przestrzennego). Diese Gruppe beschäftigte sich von 1958 bis 1962 mit planerischen Überlegungen, die über das Stadtgebiet Warschaus hinausreichten. Ab 1962 arbeitete Chmielewski dann wieder an der Warschauer TU, er betreute das Institut für Grundsatzfragen in Architektur, Stadtplanung und Bauwesen (polnisch: Zakład Podstawowych Problemów Architektury, Urbanistyki i Budownictwa) und wurde 1965 – ein Jahr vor seiner Pensionierung – erneut zum ordentlichen Professor ernannt.